# Souvigny-en-Sologne
Pour les articles homonymes, voir Souvigny (homonymie).
Souvigny-en-Sologne est une commune française située dans le département de Loir-et-Cher, en région Centre-Val de Loire.
Localisée à l'est du département, la commune fait partie de la petite région agricole « la Grande Sologne », vaste étendue de bois et de prés aux récoltes médiocres.
L'occupation des sols est marquée par l'importance des espaces agricoles et naturels qui occupent la quasi-totalité du territoire communal. Un espace naturel d'intérêt est présent sur la commune : un site natura 2000. En 2010, l'orientation technico-économique de l'agriculture sur la commune est la culture des céréales et des oléoprotéagineux. À l'instar du département qui a vu disparaître le quart de ses exploitations en dix ans, le nombre d'exploitations agricoles a fortement diminué, passant de 42 en 1988, à 11 en 2000, puis à 9 en 2010.
Le patrimoine architectural de la commune comprend un bâtiment porté à l'inventaire des monuments historiques : l'église Saint-Martin.

## Géographie

### Localisation et communes limitrophes
La commune de Souvigny-en-Sologne se trouve à l'est du département de Loir-et-Cher, dans la petite région agricole de la Grande Sologne,. À vol d'oiseau, elle se situe à 63 km de Blois, préfecture du département, à 44,5 km de Romorantin-Lanthenay, sous-préfecture, et à 25,8 km de Salbris, chef-lieu du canton de la Sologne dont dépend la commune depuis 2015. La commune fait en outre partie du bassin de vie de Lamotte-Beuvron.
Les communes les plus proches sont :
Chaon (4 km), Sennely (4,2 km, 45), Isdes (7,4 km, 45), Vouzon (8 km), Vannes-sur-Cosson (8,4 km, 45), Brinon-sur-Sauldre (10,9 km, 18), Lamotte-Beuvron (11,4 km), Ménestreau-en-Villette (12,3 km, 45) et Villemurlin (13,5 km) (45).
| Ménestreau-en-Villette | Sennely             | Isdes              |
| Vouzon                 | Souvigny-en-Sologne | Isdes              |
| Lamotte-Beuvron        | Chaon               | Brinon-sur-Sauldre |

### Géologie et relief
La commune est classée en zone de sismicité 1, correspondant à une sismicité très faible.

### Transports
La ligne Lamotte-Beuvron - Vouzon - Souvigny-en-Sologne - Chaon du réseau Route 41 dessert le village.

### Hydrographie
La commune est drainée par le Merdereau (km), le Riou et par divers petits cours d'eau, constituant un réseau hydrographique de 35,15 km de longueur totale.

### Climat
Pour des articles plus généraux, voir Climat du Centre-Val de Loire et Climat de Loir-et-Cher.
En 2010, le climat de la commune est de type climat océanique dégradé des plaines du Centre et du Nord, selon une étude du CNRS s'appuyant sur une série de données couvrant la période 1971-2000. En 2020, Météo-France publie une typologie des climats de la France métropolitaine dans laquelle la commune est exposée à un climat océanique altéré et est dans la région climatique Centre et contreforts nord du Massif Central, caractérisée par un air sec en été et un bon ensoleillement.
Pour la période 1971-2000, la température annuelle moyenne est de 10,9 °C, avec une amplitude thermique annuelle de 15,7 °C. Le cumul annuel moyen de précipitations est de 754 mm, avec 11,4 jours de précipitations en janvier et 7,5 jours en juillet. Pour la période 1991-2020, la température moyenne annuelle observée sur la station météorologique de Météo-France la plus proche, sur la commune de Lamotte-Beuvron à 11 km à vol d'oiseau, est de 11,8 °C et le cumul annuel moyen de précipitations est de 768,2 mm,. Pour l'avenir, les paramètres climatiques de la commune estimés pour 2050 selon différents scénarios d'émission de gaz à effet de serre sont consultables sur un site dédié publié par Météo-France en novembre 2022.

### Milieux naturels et biodiversité

#### Sites Natura 2000
Le réseau Natura 2000 est un réseau écologique européen de sites naturels d'intérêt écologique élaboré à partir des Directives « Habitats » et « Oiseaux ». Ce réseau est constitué de Zones spéciales de conservation (ZSC) et de Zones de protection spéciale (ZPS). Dans les zones de ce réseau, les États membres s'engagent à maintenir dans un état de conservation favorable les types d'habitats et d'espèces concernés, par le biais de mesures réglementaires, administratives ou contractuelles. L'objectif est de promouvoir une gestion adaptée des habitats tout en tenant compte des exigences économiques, sociales et culturelles, ainsi que des particularités régionales et locales de chaque État membre. Les activités humaines ne sont pas interdites, dès lors que celles-ci ne remettent pas en cause significativement l'état de conservation favorable des habitats et des espèces concernés. Une partie du territoire communal est incluse dans le site Natura 2000 : la « Sologne », d'une superficie de 346 184 ha.

## Urbanisme

### Typologie
Au 1er janvier 2024, Souvigny-en-Sologne est catégorisée commune rurale à habitat dispersé, selon la nouvelle grille communale de densité à sept niveaux définie par l'Insee en 2022.
Elle est située hors unité urbaine. Par ailleurs la commune fait partie de l'aire d'attraction d'Orléans, dont elle est une commune de la couronne,. Cette aire, qui regroupe 136 communes, est catégorisée dans les aires de 200 000 à moins de 700 000 habitants,.

### Logement
En 2013, le nombre total de logements dans la commune était de 347.
Parmi ces logements, 66,5 % étaient des résidences principales, 27,4 % des résidences secondaires et 6,1 % des logements vacants.
La part des ménages propriétaires de leur résidence principale s'élevait à 76,3 %.

### Occupation des sols
L'occupation des sols est marquée par l'importance des espaces agricoles et naturels (96,8 %). La répartition détaillée ressortant de la base de données européenne d'occupation biophysique des sols Corine Land Cover millésimée 2012 est la suivante : terres arables (11,6 %), cultures permanentes (0,6 %), zones agricoles hétérogènes (15,4 %), prairies (3,5 %), forêts (65,2 %), milieux à végétation arbustive ou herbacée (0,7 %), zones urbanisées (1 %), espaces verts artificialisés non agricoles (0,5 %), zones industrielles et commerciales et réseaux de communication (1,7 %), eaux continentales (0,5 %).

### Planification
La loi SRU du 13 décembre 2000 a incité fortement les communes à se regrouper au sein d'un établissement public, pour déterminer les partis d'aménagement de l'espace au sein d'un SCoT, un document essentiel d'orientation stratégique des politiques publiques à une grande échelle. La commune est dans le territoire du SCOT de Grande Sologne, prescrit en juillet 2015.
En matière de planification, la commune disposait en 2017 d'une carte communale approuvée.

### Habitat et logement
Le tableau ci-dessous présente la typologie des logements à Souvigny-en-Sologne en 2016 en comparaison avec celle du Loir-et-Cher et de la France entière. Une caractéristique marquante du parc de logements est ainsi une proportion de résidences secondaires et logements occasionnels (28 %) supérieure à celle du département (18 %) et à celle de la France entière (9,6 %). Concernant le statut d'occupation de ces logements, 77,4 % des habitants de la commune sont propriétaires de leur logement (76,3 % en 2011), contre 68,1 % pour le Loir-et-Cher et 57,6 pour la France entière.
|                                                         | Souvigny-en-Sologne | Loir-et-Cher | France entière |
| ------------------------------------------------------- | ------------------- | ------------ | -------------- |
| Résidences principales (en %)                           | 65,8                | 74,5         | 82,3           |
| Résidences secondaires et logements occasionnels (en %) | 28,0                | 18           | 9,6            |
| Logements vacants (en %)                                | 6,2                 | 7,5          | 8,1            |

### Risques majeurs
Le territoire communal de Souvigny-en-Sologne est vulnérable à différents aléas naturels : climatiques (hiver exceptionnel ou canicule), feux de forêts, mouvements de terrains ou sismique (sismicité très faible),.

#### Risques naturels
Les mouvements de terrains susceptibles de se produire sur la commune sont liés au retrait-gonflement des argiles. Le phénomène de retrait-gonflement des argiles est la conséquence d'un changement d'humidité des sols argileux. Les argiles sont capables de fixer l'eau disponible mais aussi de la perdre en se rétractant en cas de sécheresse. Ce phénomène peut provoquer des dégâts très importants sur les constructions (fissures, déformations des ouvertures) pouvant rendre inhabitables certains locaux. La carte de zonage de cet aléa peut être consultée sur le site de l'observatoire national des risques naturels Georisques.

## Toponymie
La forme la plus ancienne attestée est Silviniacus dans une bulle du pape Léon VII datée de 938 ou 986, ; Souvigni en 1806.
Souvigny-en-Sologne devint le nom officiel de la commune au début du XXe siècle par un décret du 10 décembre 1912, permettant ainsi une différenciation avec ses 2 communes homonymes d'Allier et de Touraine.

## Histoire

### De l'Antiquité au Moyen Âge
- Souvigny-en Sologne a été habitée depuis la plus haute Antiquité, comme en témoigne la quantité considérable d'ossements humains mise au jour lors de travaux sur la place de l'église et autour du presbytère. On peut estimer cette population plus importante que celle vivant de nos jours[36].
- En 1247, le pape Alexandre IV, auparavant archidiacre de Sully et curé primitif de Souvigny-en-Sologne, par une bulle d'union, permit aux archidiacres du diocèse d'acquérir une cure supplémentaire de leur choix pour accroître leurs faibles revenus. De ce fait, la cure de Souvigny entra en possession de l'archidiacre de Sully. Cette acquisition se perpétuera jusque sous le règne de Louis XIV en 1661[Note 3].

En fait, cet octroi serait l'initiative de l'évêque d'Orléans Guillaume de Bussy par un acte épiscopal (cartulaire de Sainte -Croix d'Orléans).
Alexandre IV n'aurait que confirmé la décision de l'évêque le 8 avril 1258.

### Du Moyen Âge à la Révolution
Sous le règne de Charles IX, un conflit opposa les habitants de Souvigny aux ducs de Sully concernant l'appartenance des communaux, gâts (terres incultes), pâtils (pâturages) et bruyères des paroisses de Tigy, Souvigny et autres lieux réputés leur appartenir.
Après l'emprisonnement du représentant de la commune Noël Fouquet et la confiscation de ses biens, celui-ci se porte volontaire devant ses concitoyens pour aller porter plainte devant le roi à l'encontre de Messire Louis de la Trimouille, duc de Sully et cousin germain du monarque. Sa requête est acceptée.
À Paris, Noël Fouquet reçoit une écoute favorable de Charles IX et, au vu des pièces justificatives, obtient justice qui condamne Louis de la Trimouille aux dépens.

### Époque contemporaine
Une gare des tramways de Sologne se situait dans la commune.

Souvigny-en-Sologne au début du XXe siècle
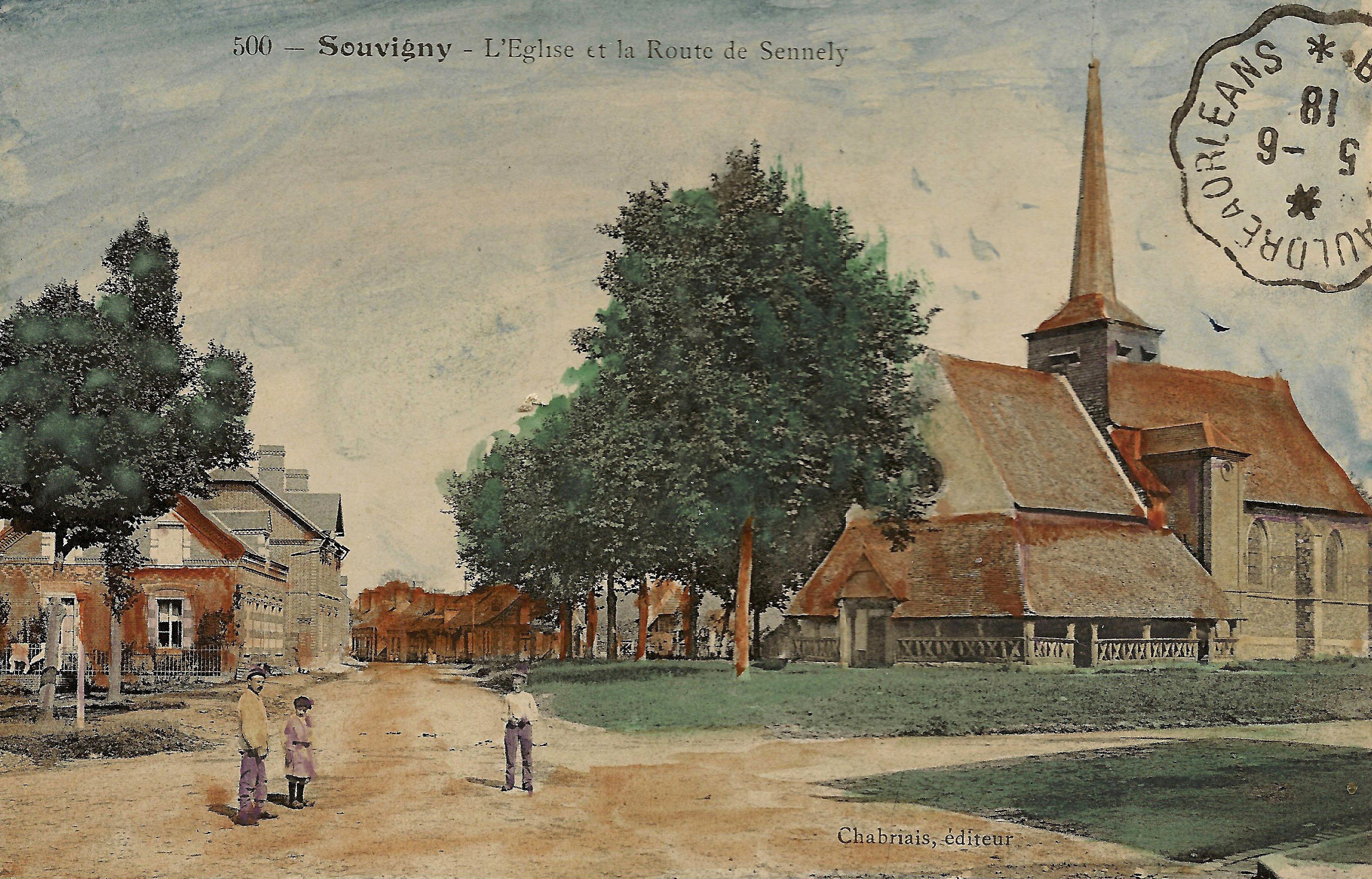
L'église et la route de Sennely.
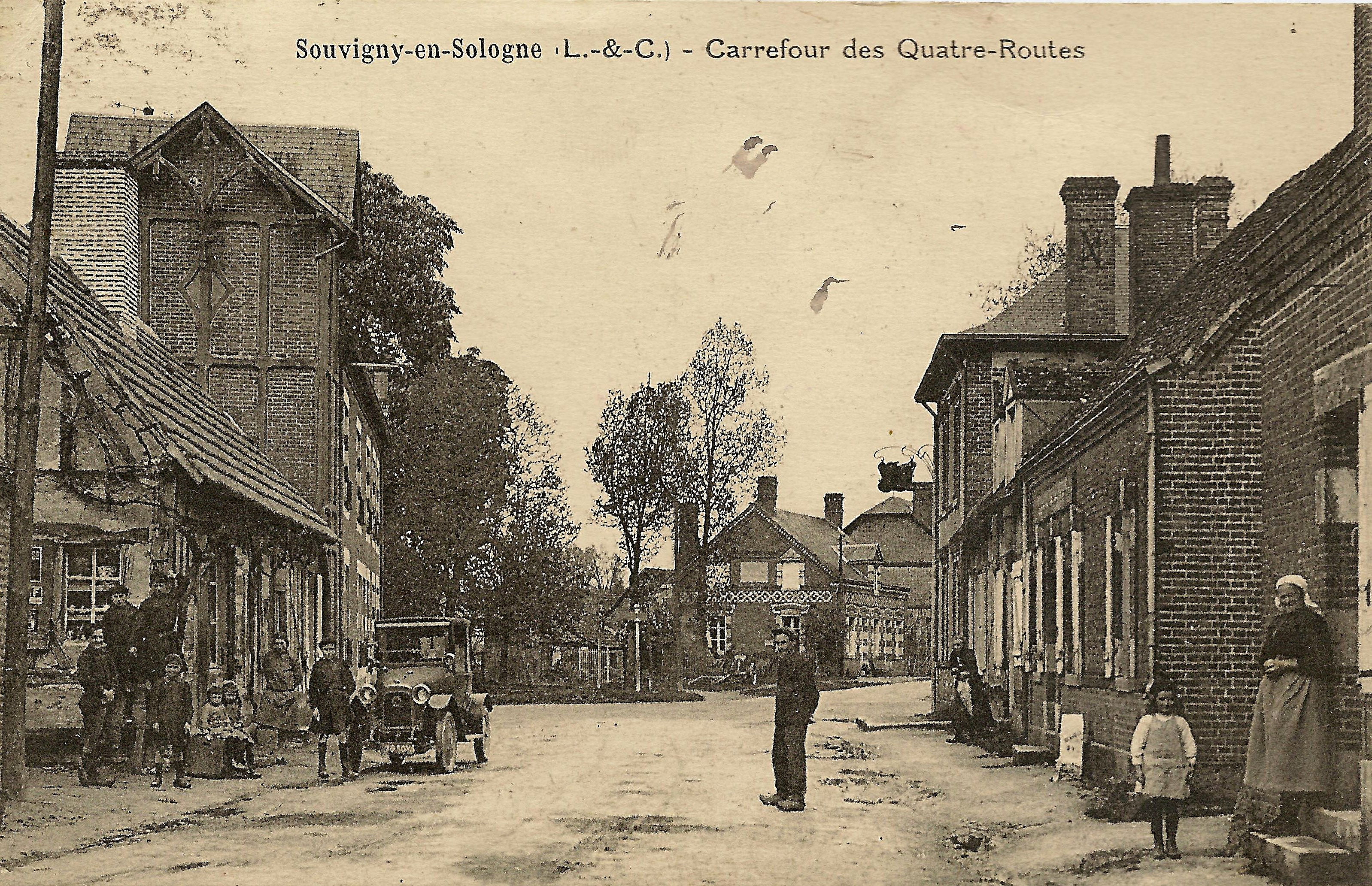
Carrefour des Quatre-Routes[réf. nécessaire].

## Politique et administration

### Découpage territorial
La commune de Souvigny-en-Sologne est membre de la Communauté de communes Cœur de Sologne, un établissement public de coopération intercommunale (EPCI) à fiscalité propre créé le 1er janvier 2006.
Elle est rattachée sur le plan administratif à l'arrondissement de Romorantin-Lanthenay, au département de Loir-et-Cher et à la région Centre-Val de Loire, en tant que circonscriptions administratives. Sur le plan électoral, elle est rattachée au canton de la Sologne depuis 2015 pour l'élection des conseillers départementaux et à la deuxième circonscription de Loir-et-Cher pour les élections législatives.

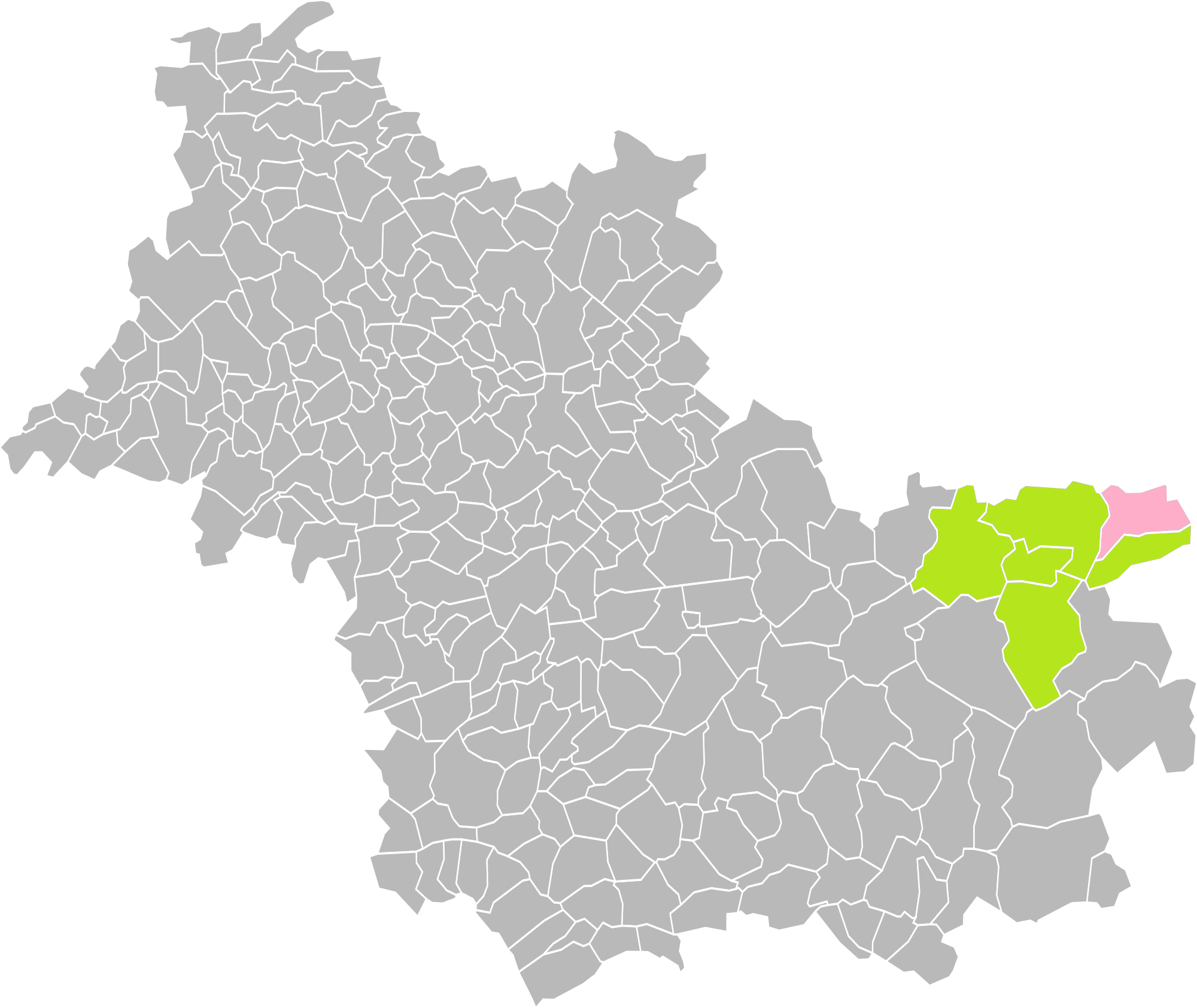
Souvigny-en-Sologne dans l'intercommunalité en 2016.
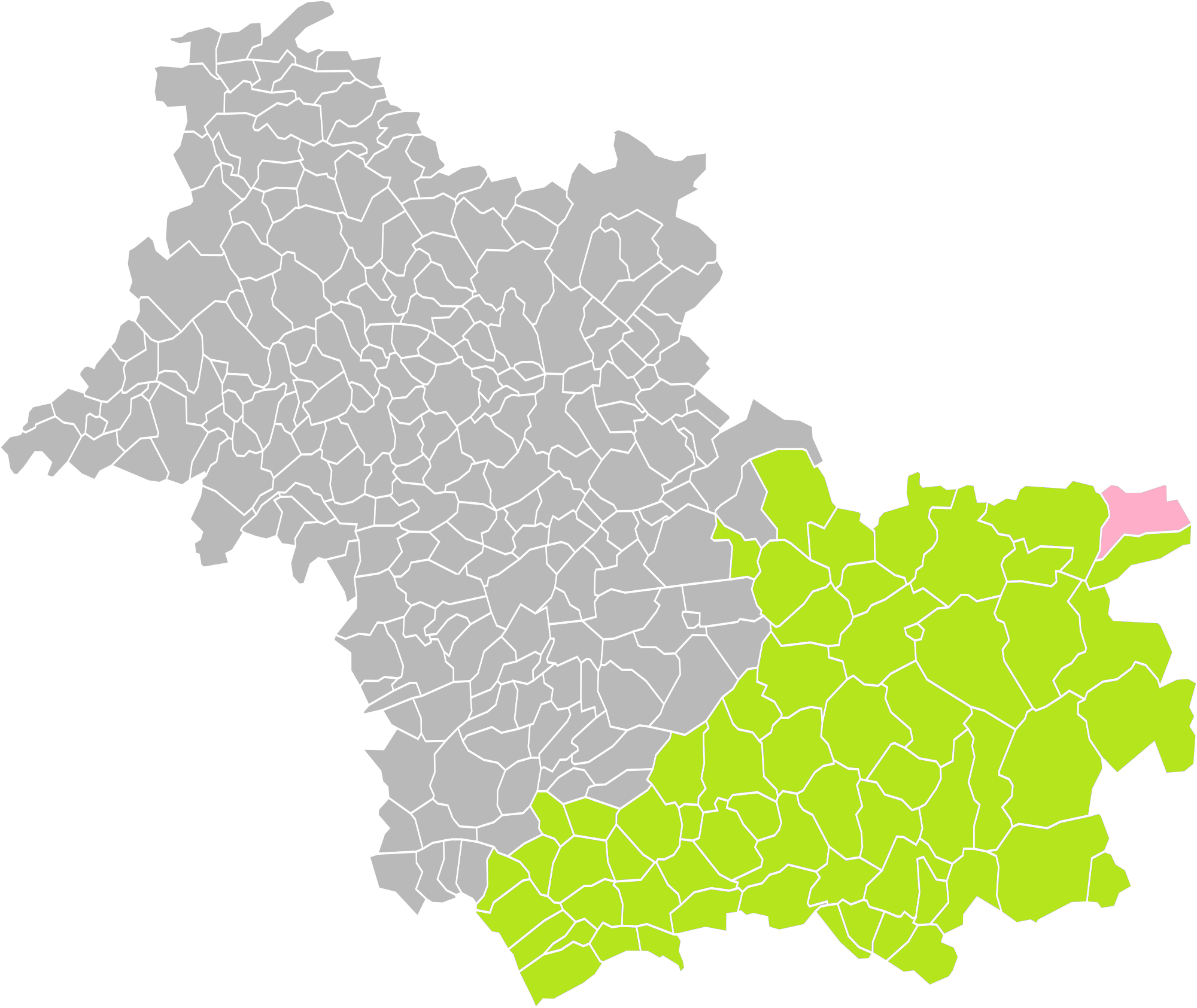
Souvigny-en-Sologne dans l'arrondissement de Romorantin-Lanthenay en 2016.
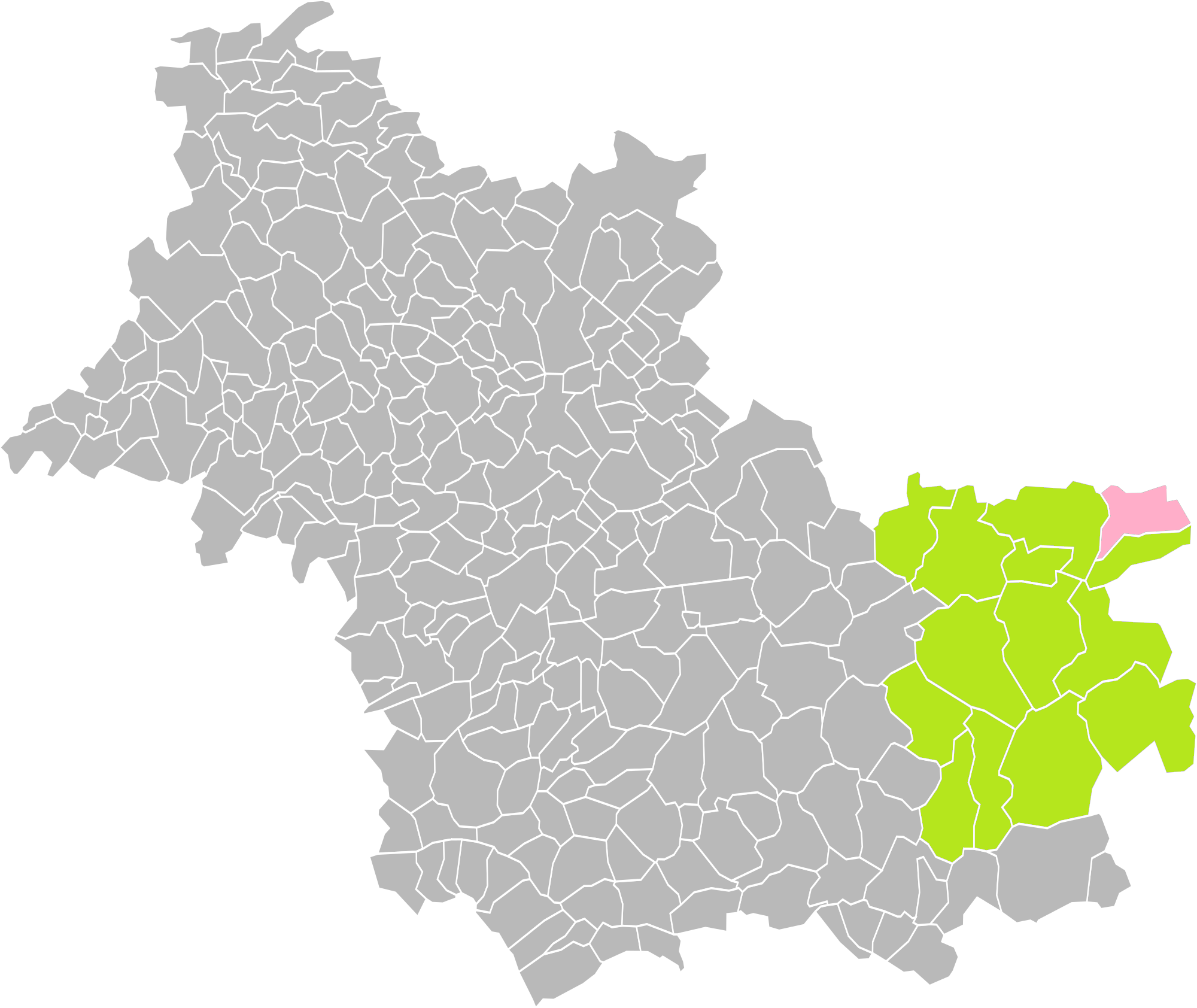
Souvigny-en-Sologne dans le canton de la Sologne en 2016.

### Politique et administration municipale

#### Conseil municipal et maire
Le conseil municipal de Souvigny-en-Sologne, commune de moins de 1 000 habitants, est élu au scrutin majoritaire plurinominal avec listes ouvertes et panachage. Compte tenu de la population communale, le nombre de sièges au conseil municipal est de 15. Le maire, à la fois agent de l'État et exécutif de la commune en tant que collectivité territoriale, est élu par le conseil municipal au scrutin secret lors de la première réunion du conseil suivant les élections municipales, pour un mandat de six ans, c'est-à-dire pour la durée du mandat du conseil.
| Période                                  | Période  | Identité             | Étiquette | Qualité                    |
| ---------------------------------------- | -------- | -------------------- | --------- | -------------------------- |
| 1868                                     | 1878     | Eugène Labiche       |           | auteur dramatique français |
| Les données manquantes sont à compléter. |          |                      |           |                            |
| mars 2008                                | En cours | Chantal Meersschaut, |           | Profession libérale        |
| Les données manquantes sont à compléter. |          |                      |           |                            |

### Jumelages
- Geishouse, Alsace,  France.

## Population et société

### Démographie

#### Évolution démographique
L'évolution du nombre d'habitants est connue à travers les recensements de la population effectués dans la commune depuis 1793. Pour les communes de moins de 10 000 habitants, une enquête de recensement portant sur toute la population est réalisée tous les cinq ans, les populations de référence des années intermédiaires étant quant à elles estimées par interpolation ou extrapolation. Pour la commune, le premier recensement exhaustif entrant dans le cadre du nouveau dispositif a été réalisé en 2007.

En 2022, la commune comptait 509 habitants, en évolution de −1,93 % par rapport à 2016 (Loir-et-Cher : −1,15 %, France hors Mayotte : +2,11 %).
| 1793 | 1800 | 1806 | 1821 | 1831 | 1836 | 1841 | 1846 | 1851 |
| ---- | ---- | ---- | ---- | ---- | ---- | ---- | ---- | ---- |
| 578  | 587  | 583  | 545  | 498  | 579  | 546  | 532  | 569  |

| 1856 | 1861 | 1866 | 1872 | 1876 | 1881 | 1886 | 1891 | 1896 |
| ---- | ---- | ---- | ---- | ---- | ---- | ---- | ---- | ---- |
| 570  | 584  | 592  | 646  | 655  | 679  | 712  | 719  | 747  |

| 1901 | 1906 | 1911 | 1921 | 1926 | 1931 | 1936 | 1946 | 1954 |
| ---- | ---- | ---- | ---- | ---- | ---- | ---- | ---- | ---- |
| 719  | 730  | 709  | 606  | 607  | 536  | 480  | 507  | 527  |

| 1962 | 1968 | 1975 | 1982 | 1990 | 1999 | 2006 | 2007 | 2012 |
| ---- | ---- | ---- | ---- | ---- | ---- | ---- | ---- | ---- |
| 476  | 406  | 395  | 426  | 440  | 410  | 468  | 476  | 499  |

| 2017 | 2022 | - | - | - | - | - | - | - |
| ---- | ---- | - | - | - | - | - | - | - |
| 524  | 509  | - | - | - | - | - | - | - |

#### Pyramide des âges
En 2018, le taux de personnes d'un âge inférieur à 30 ans s'élève à 30,0 %, soit en dessous de la moyenne départementale (31,3 %). À l'inverse, le taux de personnes d'âge supérieur à 60 ans est de 31,4 % la même année, alors qu'il est de 31,6 % au niveau départemental.
En 2018, la commune comptait 261 hommes pour 272 femmes, soit un taux de 51,03 % de femmes, légèrement inférieur au taux départemental (51,45 %).
Les pyramides des âges de la commune et du département s'établissent comme suit.
| Hommes | Classe d’âge | Femmes |
| ------ | ------------ | ------ |
| 0,8    | 90 ou +      | 1,9    |
| 8,1    | 75-89 ans    | 10,0   |
| 22,4   | 60-74 ans    | 19,7   |
| 22,1   | 45-59 ans    | 17,2   |
| 18,4   | 30-44 ans    | 19,6   |
| 9,8    | 15-29 ans    | 12,4   |
| 18,4   | 0-14 ans     | 19,3   |

| Hommes | Classe d’âge | Femmes |
| ------ | ------------ | ------ |
| 1,1    | 90 ou +      | 2,6    |
| 9,2    | 75-89 ans    | 11,9   |
| 19,7   | 60-74 ans    | 20,4   |
| 20,7   | 45-59 ans    | 20     |
| 16,5   | 30-44 ans    | 16,2   |
| 15,2   | 15-29 ans    | 13,2   |
| 17,6   | 0-14 ans     | 15,7   |

### Entreprises et commerces
En 2016, le nombre d'établissements actifs était de quarante-quatre dont douze dans l'agriculture-sylviculture-pêche, un dans l'industrie, deux dans la construction, vingt-cinq dans le commerce-transports-services divers et quatre étaient relatifs au secteur administratif.
Cette même année, sept entreprises ont été créées dont six par des auto-entrepreneurs.

## Économie

### Secteurs d'activité
Le tableau ci-dessous détaille le nombre d'entreprises implantées à Souvigny-en-Sologne selon leur secteur d'activité et le nombre de leurs salariés :
|                                                              | total | % com (% dep) | 0 salarié | 1 à 9 salarié(s) | 10 à 19 salariés | 20 à 49 salariés | 50 salariés ou plus |
| ------------------------------------------------------------ | ----- | ------------- | --------- | ---------------- | ---------------- | ---------------- | ------------------- |
| Ensemble                                                     | 44    | 100,0 (100)   | 29        | 14               | 1                | 0                | 0                   |
| Agriculture, sylviculture et pêche                           | 12    | 27,3 (11,8)   | 6         | 6                | 0                | 0                | 0                   |
| Industrie                                                    | 1     | 2,3 (6,5)     | 1         | 0                | 0                | 0                | 0                   |
| Construction                                                 | 2     | 4,5 (10,3)    | 1         | 1                | 0                | 0                | 0                   |
| Commerce, transports, services divers                        | 25    | 56,8 (57,9)   | 20        | 5                | 0                | 0                | 0                   |
| dont commerce et réparation automobile                       | 8     | 18,2 (17,5)   | 6         | 2                | 0                | 0                | 0                   |
| Administration publique, enseignement, santé, action sociale | 4     | 9,1 (13,5)    | 1         | 2                | 1                | 0                | 0                   |
| Champ : ensemble des activités.                              |       |               |           |                  |                  |                  |                     |

Le secteur du commerce, transports et services divers est prépondérant sur la commune (25 entreprises sur 44) néanmoins le secteur agricole reste important puisqu'en proportions (27,3 %), il est plus important qu'au niveau départemental (11,8 %).
Sur les 44 entreprises implantées à Souvigny-en-Sologne en 2016, 29 ne font appel à aucun salarié, 14 comptent 1 à 9 salariés et 1 emploie entre 10 et 19 personnes
Au 1er juillet 2017, la commune est classée en zone de revitalisation rurale (ZRR), un dispositif visant à aider le développement des territoires ruraux principalement à travers des mesures fiscales et sociales. Des mesures spécifiques en faveur du développement économique s'y appliquent également.

### Agriculture
En 2010, l'orientation technico-économique de l'agriculture sur la commune est la polyculture et le polyélevage. Le département a perdu près d'un quart de ses exploitations en 10 ans, entre 2000 et 2010 (c'est le département de la région Centre-Val de Loire qui en compte le moins). Cette tendance se retrouve également au niveau de la commune où le nombre d'exploitations est passé de 22 en 1988 à 11 en 2000 puis à 9 en 2010. Parallèlement, la taille de ces exploitations augmente, passant de 61 ha en 1988 à 84 ha en 2010.
Le tableau ci-dessous présente les principales caractéristiques des exploitations agricoles de Souvigny-en-Sologne, observées sur une période de 22 ans :
|                                      | 1988                 | 2000                 | 2010                 |
| Dimension économique                 | Dimension économique | Dimension économique | Dimension économique |
| ------------------------------------ | -------------------- | -------------------- | -------------------- |
| Nombre d'exploitations (u)           | 22                   | 11                   | 9                    |
| Travail (UTA)                        | 30                   | 16                   | 10                   |
| Surface agricole utilisée (ha)       | 1 332                | 829                  | 753                  |
| Cultures                             |                      |                      |                      |
| Terres labourables (ha)              | 1 077                | 770                  | 710                  |
| Céréales (ha)                        | 612                  | 377                  | 395                  |
| dont blé tendre (ha)                 | 80                   | 84                   | 133                  |
| dont maïs-grain et maïs-semence (ha) | 130                  | 66                   | 77                   |
| Tournesol (ha)                       | s                    | s                    |                      |
| Colza et navette (ha)                | s                    | s                    | 82                   |
| Élevage                              |                      |                      |                      |
| Cheptel (UGBTA)                      | 655                  | 364                  | 377                  |

#### Produits labellisés
Le territoire de la commune est intégré aux aires de productions de divers produits bénéficiant d'une indication géographique protégée (IGP) : le vin Val-de-loire, les volailles de l’Orléanais et les volailles du Berry,.

## Culture locale et patrimoine

### Lieux et monuments
- L'église Saint-Martin, du XIIe siècle, caractéristique par son caquetoir, grand porche protégé par un auvent. L'intérieur présente des peintures murales datant du XVIIe siècle.
- Forêt domaniale de Lamotte-Beuvron.
- Château de Launoy
- Le moulin Martin, en reconstruction.

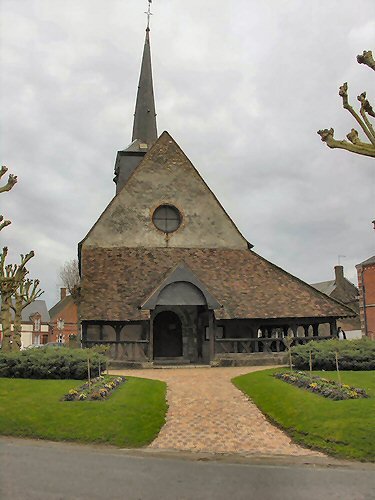
Église de Souvigny-en-Sologne.
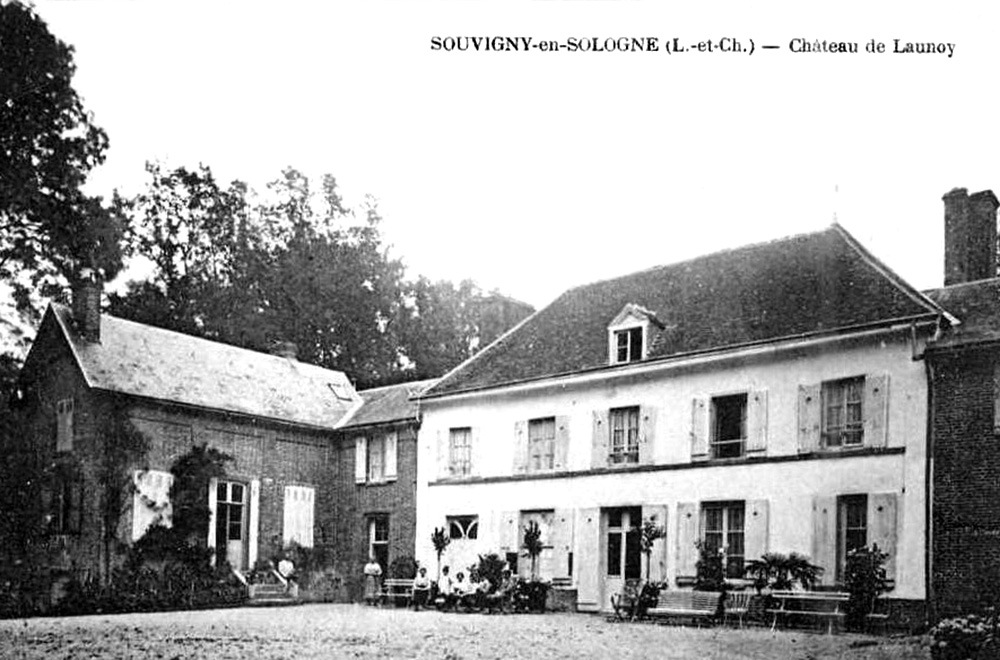
Château de Launoy.
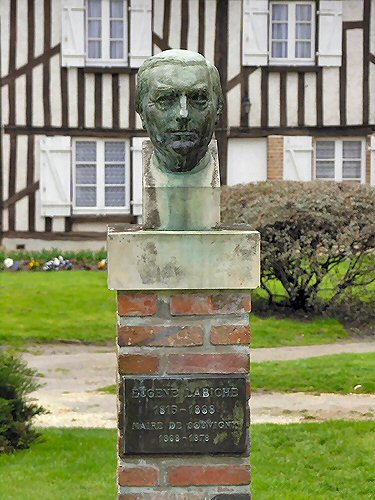
Statue d'Eugène Labiche à Souvigny-en-Sologne.

### Personnalités liées à la commune
- Jean Lambert, germaniste et écrivain, résida de juin à décembre 1938 à Souvigny-en-Sologne[61] dans la maison de ses parents. Par la suite, il habita régulièrement cette maison, qu'il conserva jusqu'à son décès en 1999.
- Eugène Labiche, auteur dramatique français (1815-1888), acheta, dans la commune, en 1853, le château de Launois avec 900 hectares de terres, qu'il exploita lui-même. Il fut maire de Souvigny de 1868 à 1878.
- Guillaume Peltier, député français.
- Philippe R. Doumic, photographe français, a résidé à Souvigny et y est mort le 8 décembre 2013.

### Héraldique
|  | Les armoiries de Souvigny-en-Sologne se blasonnent ainsi : Écartelé : au premier de gueules au chapeau de paille d'or orné d'un ruban de sinople et cantonné en chef à dextre d'une lettre E capitale, et en pointe à senestre d'une lettre L capitale, toutes deux d'or; au deuxième d'azur à la fleur de lys d'or surmontée d'un lambel d'argent; au troisième d'or aux deux roseaux de sable, feuillés chacun d'une pièce de sinople; au quatrième de pourpre à l'église d'or. Création A. Dubois - Fr. Petit-Soisic (1987). |

### Cinéma
- Des épisodes des Brigades du Tigre furent tournés à Souvigny-en-Sologne à la fin des années 1970[62].